# 진서면 (부안군)
진서면(鎭西面)은 대한민국 전북특별자치도 부안군의 면이다.

## 개요
진서면은 부안읍에서 서남방 23 km 지점에 위치하고, 동으로 보안면에 접해 있다. 산간 임해 지역으로 북으로는 내소사, 남으로는 곰소만, 전북특별자치도 고창군과 접하고 있다. 산, 들, 바다가 고루 어우러져 생활에 필요한 모든 물건이 고루 갖추어진 어염시초의 고장으로 45ha의 염전에서 연 200톤의 천일염과 곰소염전에서 생산된 천일염을 사용해 만든 곰소 젓갈, 쭈꾸미, 건어물, 생선회 등의 풍부한 먹거리와 사계절 바다낚시, 내소사 일대의 전나무 숲은 관광지로 손색이 없다. 서해안 고속도로 개통과 더불어 곰소 다용도 부지 완공, 대단위 관광단지 개설이 완공되면 진서면의 또다른 면모를 볼 수 있을 것으로 기대된다.

## 행정 구역
- 곰소리
- 운호리
- 진서리
- 석포리

## 관광
- 내소사

633년 백제의 승려 혜구두타가 창건한 사찰로 창건 당시에는 대소래사와 소소래사로 나뉘어 있었으나, 전란의 영향으로 대소래사가 불에 타 현재는 소소래사만 남아 있다.
- 곰소염전

부안군 진서면 진서리에 위치한 염전으로, 국내에서 몇 안되는 천일염 생산지로 유명하다.

## 교육

### 초등학교
- 곰소초등학교

### 중학교
- 변산중학교

## 특산물
- 젓갈(칠산어장에서 생산된 어류로 가공된 맛좋은 액젓, 젓갈류)
- 바지락
- 해태
- 천일염